# Xã Riverside, Quận Lac qui Parle, Minnesota
Xã Riverside (tiếng Anh: Riverside Township) là một xã thuộc quận Lac qui Parle, tiểu bang Minnesota, Hoa Kỳ. Năm 2010, dân số của xã này là 310 người.